# Новопокровський (Брянський район)
Новопокровський (рос. Новопокровский) — селище в Брянському районі Брянської області Російської Федерації.
Населення становить 94 особи. Входить до складу муніципального утворення Добрунське сільське поселення.

## Історія
Від 2005 року входить до складу муніципального утворення Добрунське сільське поселення.

## Населення
| 2010 | 2013 |
| ---- | ---- |
| 94   | →94  |